# 塞萨克
塞萨克（法語：Ceyssac，法語發音：[sesak]）是法国上卢瓦尔省的一个市镇，位于该省中南部，属于勒皮区。

## 地理
塞萨克（45°2'16"N, 3°50'8"E）面积10.86 平方千米，位于法国奥弗涅-罗讷-阿尔卑斯大区上盧瓦爾省，该省份为法国中南部省份，北起多姆山省和卢瓦尔省，西接康塔爾省，南至洛泽尔省，东临阿尔代什省。
与塞萨克接壤的市镇（或旧市镇、城区）包括：班斯、埃斯帕利-圣马塞尔、多莱宗河畔圣克里斯托夫、桑萨克莱格利斯、勒皮附近瓦尔斯。

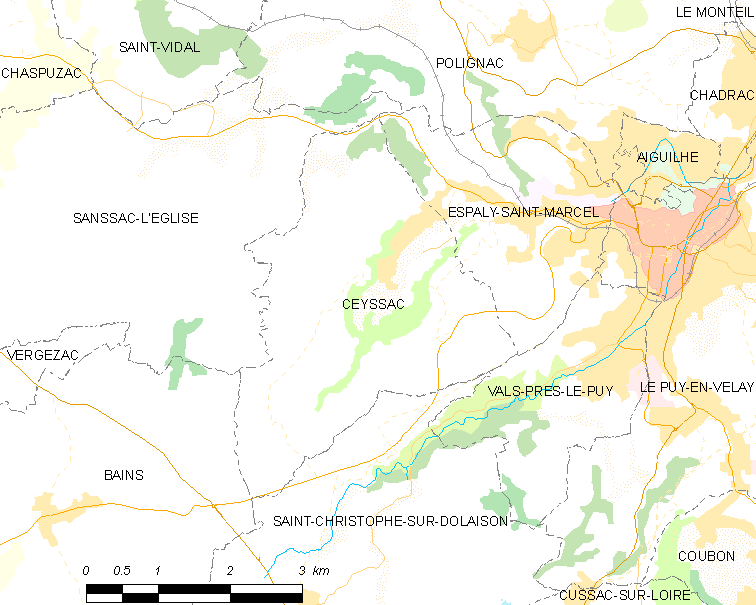
塞萨克的OSM定位图

塞萨克的时区为UTC+01:00、UTC+02:00（夏令时）。

## 行政
塞萨克的邮政编码为43000，INSEE市镇编码为43045。

## 政治
塞萨克所属的省级选区为勒皮第一县。

## 人口

1962-2008年间塞萨克人口变化图示

塞萨克于2022年1月1日时的人口数量为439人。